# 헤라클레스 수송선
헤라클레스 수송선(영어:Hercules-Class Dropship)은 스타크래프트 2 종족인 테란의 유닛이다. 우주공항에서 생산이 가능한 유닛이다. 

## 특징
헤라클레스 수송선은 스타크래프트 2에서 추가된 유닛으로 스타크래프트 2의 캠페인과 협동전에서 등장하는 유닛이다. 헤라클레스 수송선의 영어 이름인 Hercules-Class Dropship를 한글로 그대로 음역하면 헤라클레스 드랍십이 된다. 일반 수송선보다 더욱 크기가 더욱 거대한 수송선으로 테란의 아군 지상 병력 수송에 더욱 특화된 초대형 수송선이다. 거주민 우주선이란 수송선도 이 헤라클레스 수송선의 일종이 되며 토르라는 대형 유닛도 넉넉히 탑승할 수 있는 아군 지상 유닛 수송 공간을 가지고 일반 수송선보다도 더욱 많은 아군 지상 병력을 수송하는 것이 가능한 유닛이 된다. 그 대신 헤라클레스 수송선과 거주민 우주선은 일반 수송선에 비해 가격이 더 비싼 유닛이 되는데 헤라클레스 수송선을 생산하는데 필요한 자원, 인구수, 생산 시간은 광물:300, 가스:200, 인구수:6, 생산 시간:70초이다. 유닛의 능력치는 체력:500, 기본 방어력:3으로 일반 수송선보다 훨씬 체력과 기본 방어력이 높다. 거주민 우주선은 생산하는데 필요한 자원, 인구수, 생산 시간이 광물:200, 가스:200, 인구수:2, 생산 시간:80초이며 유닛의 능력치는 체력:1500, 기본 방어력:1의 능력치를 가지고 있다. 헤라클래스 수송선과 거주민 우주선을 생산하는데 필요한 선행 건물 조건은 우주공항에 애드온된 기술실과 융합로로 이는 전투순양함과 테크트리가 동일한 최종 테크급 유닛이 된다. 헤라클레스 수송선과 거주민 우주선은 수송선, 의료선, 특수전 수송선과 더불어 강력한 테란의 강력한 아군 지상 유닛 수송 수단으로도 활용할 수 있으며 이는 테란의 강력한 아군 지상 유닛 수송 작전을 통하여 적의 기지나 확장에도 큰 타격을 주는 것이 가능하게 된다.

## 같이 보기
- 스타크래프트
- 테란